# Thermosbaenacea
Ordre
Les Thermosbaenacés (Thermosbaenacea) sont un ordre de crustacés du super-ordre des Péracarides et de la classe Malacostraca.

## Liste desfamilles
Selon World Register of Marine Species (31 décembre 2018) :
- famille Halosbaenidae Monod & Cals, 1988
- famille Monodellidae Taramelli, 1954
- famille Thermosbaenidae Monod, 1927
- famille Tulumellidae Wagner, 1994